# Radar SJ

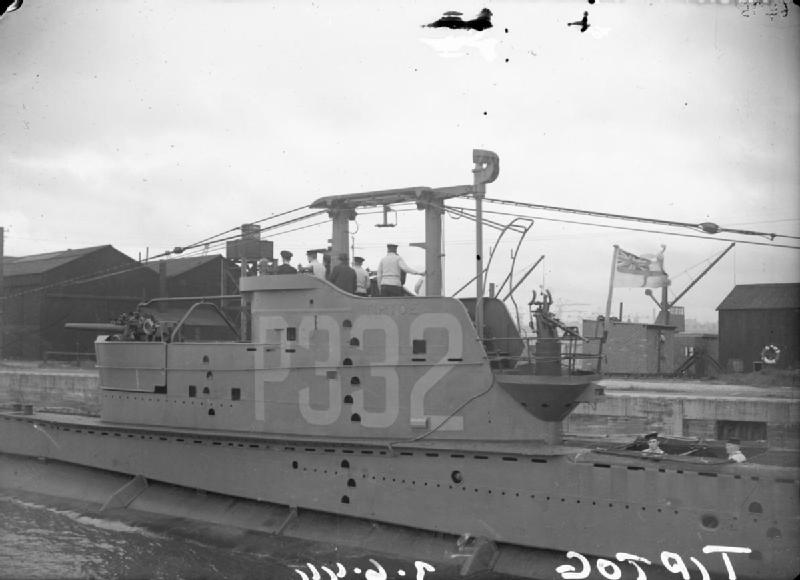
Radar SJ à bord du sous-marin britannique.

Le radar SJ est un appareil de recherche et de détection terrestre ou de surface. Radar de bande S (10 cm), il a été installé sur tous les sous-marins américains construits après le début de la Seconde Guerre mondiale. 
L'utilisation généralisée du radar SJ, combinée à la très faible utilisation de type d'appareil dans la marine impériale japonaise, a donné une grande souplesse opérationnelle à la campagne sous-marine de la marine américaine dans l'océan Pacifique. 
Les premiers appareils, déployé en décembre 1941, fournissaient des informations directionnelles et distancielles, permettaient la détection d'aéronefs volant à basse altitude et de navires à une distance de 8 milles nautiques de manière précise, incertaine mais possible jusqu'à 30 milles nautiques. La version SJ-1 apparaît à la mi-1943. Les valeurs sont respectivement portées à 11 et 40 milles.   
Le type SJ était le deuxième type de radar déployé sur des submersibles pendant la guerre, représentant une amélioration substantielle par rapport au radar SD précédent. Le SJ était une variante du radar de recherche de surface SG utilisé sur les navires de guerre de surface.    
Le radar SJ a également été utilisé comme dispositif de communication. Équipé d'une clé télégraphique, l'appareil pouvait envoyer des signaux point par point entre deux sous-marins opérant en Rudeltaktik.  
Un exemplaire du radar est exposé à bord du navire-musée USS Cobia, amarré à Manitowoc dans l'État du Wisconsin. 